# .ye
.ye (Yemen) é o código de país do domínio de topo (ccTLD) usado na internet pelo Yemen.
É provavel que o domínio .ye somente admite registro como terceiro level se estiver com os domínios de segundo level .com.ye e .net.ye.